# Max Mayer (Footballspieler)
Max Mayer (* 12. Februar 1991 in Konstanz) ist ein deutscher American-Football-Spieler, der seit 2025 für die Helvetic Mercenaries in der European League of Football (ELF) spielt. Neben seiner Sportkarriere arbeitet er hauptberuflich als Bankangestellter. Mayer ist auf der Position des Linebackers aktiv und trägt die Trikotnummer 5.

## Karriere
Max Mayer begann seine Football-Laufbahn 2019 bei den Winterthur Warriors in der Schweiz. Nach einer dreijährigen Pause kehrte er 2023 zurück und spielte für die Konstanz Pirates, wo er sich als Schlüsselspieler der Defensive etablierte.
Zur Saison 2024 wechselte Mayer zu den Zurich Renegades. Mit den Renegades erreichte er den Swiss Bowl, das Finale der Schweizer Meisterschaft, und wurde Schweizer Vizemeister.
Im Jahr 2025 folgte der nächste Karriereschritt, als Mayer sich den Helvetic Mercenaries in der European League of Football (ELF) anschloss, um auf europäischer Ebene zu spielen.

## Berufliches und Persönliches
Neben seiner Karriere als Football-Spieler arbeitet Max Mayer hauptberuflich als Bankangestellter.